# Nada Žagar
Nada Žagar (partizansko ime Breza), aktivistka SKOJ-a in OF ter borka v NOB, * 13. september 1924, Srednja Dobrava na Gorenjskem, † 11. december 1944, Šibenik.

## Življenje in politično delovanje
Odraščala je skupaj z bratoma Stanetom in Iztokom, sestro Savico in sestro dvojčico Danico. Oče Stane Žagar je bil učitelj, predvojni politični in kulturni delavec, partizanski borec, posthumno proglašen za narodnega heroja, mati Pepca, roj. Mikluš, se je prav tako prosvetno in politično udejstvovala. V takšnem okolju se je Nada navzela levičarskih idej. Vse od leta 1938 je bila članica SKOJ-a, med okupacijo je v Ljubljani delovala kot aktivistka OF. Od aprila 1942 do kapitulacije Italije je bila v italijanskih zaporih. Jeseni 1943 je sodelovala pri ustanavljanju prekomorskih brigad v  Carbonari in Gravini. Od decembra 1943 se je kot sekretarka SKOJ-a III. prekomorske brigade borila v  Dalmaciji. 29. novembra 1944 je bila pri Kninu hudo ranjena, tako da je 11. decembra 1944 ranam podlegla. Pokopana je skupaj z očetom, bratom Stanetom ter drugimi borci na pokopališču na  Srednji Dobravi, kamor so posmrtne ostanke preselili leta 1946. Po njej se imenuje Mladinski klub Nade Žagar (MKNŽ), ustanovljen leta 1966 v Sokolskem domu v Ilirski Bistrici, ki je prostor alternativne kulture.
Iz 3. prekomorske brigade je Nada svoji materi med drugim napisala tole:
Ljuba mati! Oglašam se Ti iz domovine, z Visa. Več kot šest mesecev sem že tu, šest mesecev, in šele sedaj sem našla priliko, da Ti pišem. Ko pomislim, da bo preteklo že dve leti, skoraj ne morem verjeti. In vendar je tako. Čas hitro teče, borba se nadaljuje in mi živimo naprej, spreminjamo se s časom, v katerem živimo. Res, mati, skoraj bi rekla, da je v nas velika sprememba, da smo postali ljudje novega kova - ljudje borbe.